# Luciana Ávila
Luciana Ávila Falcão, mais conhecida como Luciana Ávila (Viçosa, AL) é uma jornalista, apresentadora e repórter brasileira.

## Trajetória
Já bem cedo começou a trabalhar na área de Comunicação. Fez comerciais para as TV locais, exibidos nos estados de Pernambuco, Alagoas e Bahia. Aos 15 anos já trabalhava na recém-inaugurada Rádio Agreste FM em Cupira (Pernambuco). Foi a primeira locutora da "Parada do Agreste", programa veiculado às 6 da noite em que eram repetidas as músicas mais pedidas da programação diária da emissora. Trabalhou na extinta Rádio Metropolitana FM de Caruaru, Pernambuco. Nesse momento da vida, torna-se conhecida do público em virtude da sua participação em comerciais veiculados na TV Globo e afiliadas de Pernambuco, Alagoas e da Bahia.
O retorno a seu estado natal deu-se inicialmente por conta do curso universitário: em 1991, foi aprovada no vestibular de Comunicação Social - Jornalismo pela Universidade Federal de Alagoas, nesta fase trabalhou na Rádio Cidade FM e foi âncora do "Domingo Show", programa dominical veiculado pela TV Gazeta, afiliada à Rede Globo. Foi também apresentadora da Rádio Gazeta.
A trajetória de Luciana Ávila foi sendo estabelecida no estado de Alagoas, na Rede Globo quando ela começou a apresentar o noticiário "Boa Tarde Alagoas", que ia ao ar diariamente ao meio-dia, que logo foi renomeado de ALTV 1ª Edição, passando a ter um perfil mais comunitário. Posteriormente, passou a apresentar o ALTV 2ª Edição, líder de audiência. Em 1998, depois de um estágio na GloboNews, foi efetivada como parte do quadro funcional da Rede Globo.
No ano 2000, foi personagem central de uma crônica escrita pelo falecido escritor Roberto Drummond, autor do livro Hilda Furacão. A crônica foi publicada na Revista Net TV. Nela, Drummond expressou admiração e respeito pelo profissionalismo e pela beleza de Luciana. A crônica de Roberto Drummond rendeu matérias no jornal Folha de S.Paulo e no jornal O Globo. Luciana Ávila foi repórter oficial do reality show musical Fama, da mesma emissora. Várias de suas matérias renderam inserções nos programas Fantástico, Bom Dia Brasil, Jornal Hoje, Esporte Espetacular, Starte, Em Cima da Hora, Almanaque e Via Brasil, todos da TV Globo ou da Globonews. Luciana Ávila esteve à frente do noticiário Brasil TV.
Dotada de talentos natos para a música, artes plásticas e amante dos esportes radicais, como o motociclismo, foi campeã na categoria feminina do "Enduro das Águas", prova de enduro que ocorre anualmente em Cupira, Pernambuco. 
Em 2009, tornou-se a primeira nordestina a ser apresentadora do dominical esportivo Esporte Espetacular, na TV Globo. No quadro Diário de Motocicleta, Luciana esteve no Parque Nacional dos Lençóis Maranhenses, no sertão sergipano e alagoano, onde mostrou o Rio São Francisco, e no Pantanal do Mato Grosso. Entre setembro e outubro de 2014, Ávila esteve cobrindo o Mundial de Ginástica Rítmica, em Izmir, na Turquia, e o Mundial de Ginástica Artística, que ocorreu em Nanning, China. Durante o período de pouco mais de três semanas, Luciana enviou diariamente para todos os telejornais de rede da emissora, com uma entrada especial sobre culinária chinesa para o programa Mais Você, matérias a respeito dos atletas brasileiros, bem como apresentou aos telespectadores as respectivas cidades, mostrando aspectos típicos e curiosidades locais.
Em 17 de outubro de 2017, Luciana deixou o Grupo Globo, junto com outros profissionais. Em 2017, lançou o seu canal de variedades com foco em vida saudável, dicas de saúde e bem-estar no YouTube: Luciana Avila Conectada. Entre 2019 e 2020, trabalhou como repórter da RedeTV!, e desde o fim de 2020 retornou à TV Globo, onde atualmente é repórter do Auto Esporte da TV Globo.

## Vida pessoal
Em abril de 2011, anunciou estar grávida. Ela deu à luz uma menina, fruto de sua relação com um editor-executivo da Rede Globo chamado André Boaventura. Em seu tempo livre costuma praticar ioga.

## Filmografia
| Ano           | Nome                | Função        | Emissora              |
| ------------- | ------------------- | ------------- | --------------------- |
| 1996-97       | Boa Tarde Alagoas   | Apresentadora | TV Gazeta de Alagoas  |
| 1997-98       | ALTV                | Apresentadora | TV Gazeta de Alagoas  |
| 1998-00       | RJTV                | Repórter      | Globo Rio             |
| 1999-09       | Em Cima da Hora     | Apresentadora | GloboNews             |
| 2002-05       | Fama                | Repórter      | TV Globo              |
| 2006-09       | Brasil TV           | Apresentadora | TV Globo (parabólica) |
| 2009-11       | Esporte Espetacular | Apresentadora | TV Globo              |
| 2011-17       | Globo Esporte       | Repórter      | TV Globo              |
| 2020-presente | Auto Esporte        | Repórter      | TV Globo              |